# تاریخ تبرستان (کتاب)
تاریخ تبرستان نام مجموعهٔ ۳ جلدی تاریخ‌نگاری است که توسط اردشیر برزگر نویسنده و تاریخ‌دان اهل ایران نوشته شده‌است. جلد نخست این کتاب به تاریخ طبرستان پیش از اسلام و جلد دوم به تاریخ طبرستان پس از اسلام و جلد سوم به دانشوران تپوری پرداخته است.
این کتاب نخستین بار در سال ۱۳۲۹ منتشر گردید.